# Never Let Me Go (альбом Placebo)
Never Let Me Go — восьмой студийный альбом британской группы Placebo, записанный в период с 2019 по 2021 год и выпущенный 25 марта 2022 года.
Это первый студийный альбом Placebo за более чем восемь лет после альбома Loud Like Love, вышедшего в 2013 году. Также это первый альбом, записанный дуэтом после ухода барабанщика Стива Форреста в 2015 году. Одновременно с анонсом альбома 4 ноября 2021 года группа объявила о турне 2022 года по Европе и Великобритании.
Первым синглом с альбома стал «Beautiful James», выпущенный 16 сентября 2021 года. Второй сингл «Surrounded by Spies» был выпущен 9 ноября 2021 года. Третий сингл «Try Better Next Time» был выпущен 11 января 2022 года Четвёртый сингл «Happy Birthday in the Sky» был выпущен 4 марта 2022 года.

## Список композиций
| №   | Название                    | Длительность |
| --- | --------------------------- | ------------ |
| 1.  | «Forever Chemicals»         | 5:09         |
| 2.  | «Beautiful James»           | 4:08         |
| 3.  | «Hugz»                      | 3:51         |
| 4.  | «Happy Birthday in the Sky» | 5:09         |
| 5.  | «The Prodigal»              | 4:46         |
| 6.  | «Surrounded by Spies»       | 5:14         |
| 7.  | «Try Better Next Time»      | 3:07         |
| 8.  | «Sad White Reggae»          | 3:25         |
| 9.  | «Twin Demons»               | 3:58         |
| 10. | «Chemtrails»                | 4:31         |
| 11. | «This Is What You Wanted»   | 4:11         |
| 12. | «Went Missing»              | 5:05         |
| 13. | «Fix Yourself»              | 5:01         |